# Fenolhars
Fenolhars is een kunsthars verkregen door de condensatiepolymerisatie van fenol met formaldehyde. De polymerisatie kan zowel met een zure als een basische katalysator gebeuren. Zure katalysatoren zijn bijvoorbeeld zwavelzuur of oxaalzuur. Basische katalysatoren zijn bijvoorbeeld kalk, ammoniak of aniline. In plaats van fenol kan men ook een alkylfenol gebruiken zoals nonylfenol of p-tert-octylfenol (PTO). Andere fenolische grondstoffen voor fenolharsen zijn onder meer metacresol of resorcinol. In plaats van formaldehyde kan men ook paraformaldehyde gebruiken of andere aldehyden waaronder glyoxaal, aceetaldehyde, propionaldehyde, n-butyraldehyde, n-valeraldehyde of mengsels van deze stoffen.

## Novolacs en resolen

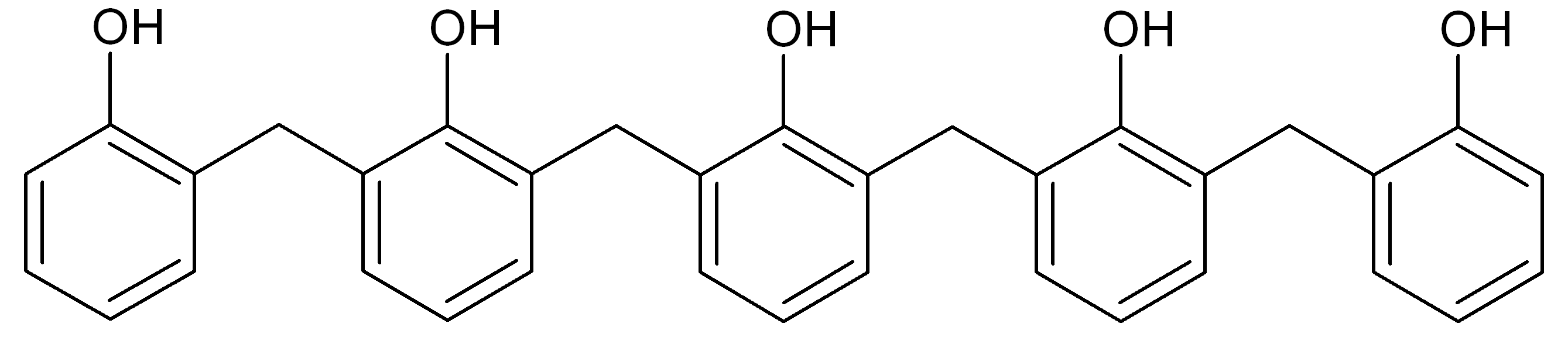
Novolac, zonder vrije methylolgroepen.

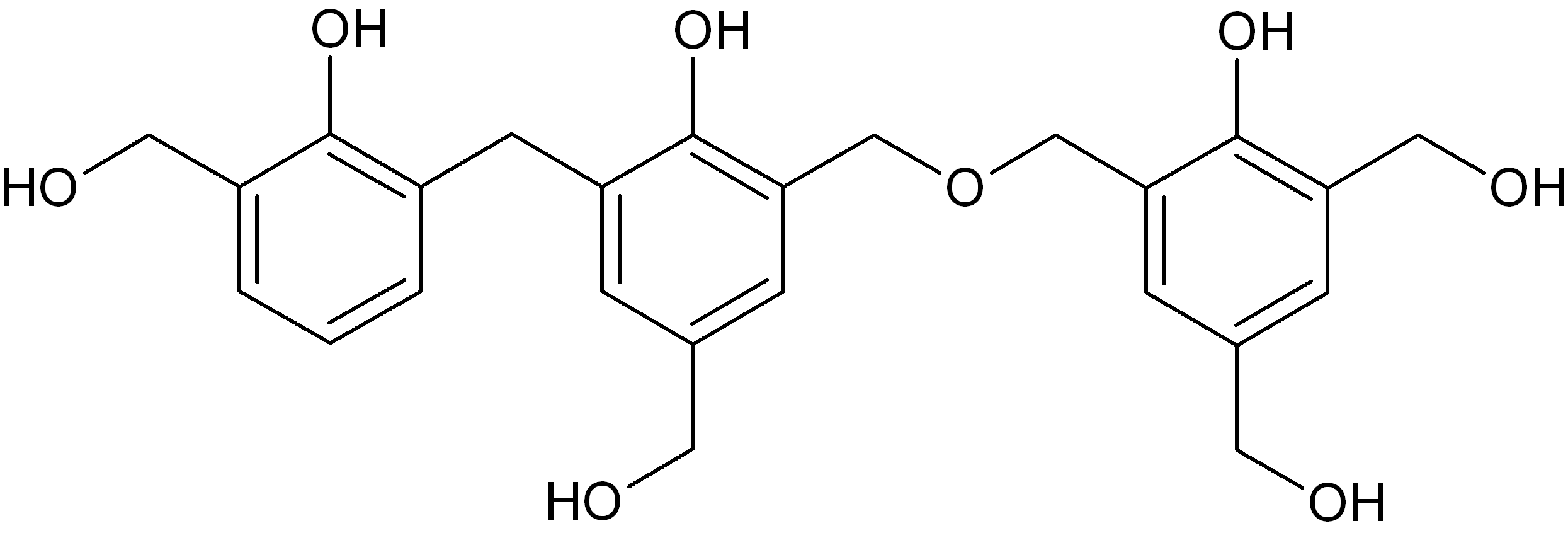
Resol, met vrije methylolgroepen.

Fenolharsen die met een zure katalysator zijn aangemaakt, worden novolacs genoemd. Voor de productie van novolacs wordt altijd een overmaat fenol gebruikt. Het reactieproduct is een viskeuze hars. Novolacs kunnen uitgehard worden door ze te mengen en verwarmen met een crosslinker zoals hexamine.
Fenolharsen die met een basische katalysator zijn aangemaakt, worden resolen genoemd. Resolen worden geproduceerd met een overmaat formaldehyde en bevatten vrije methylhydroxylgroepen (methylolgroepen). Zij kunnen uitgehard worden zonder crosslinker door verwarmen. Daarbij vormen de methylolgroepen methyleenbruggen, onder afsplitsing van water.
De namen novolak en resol werden door de Belgische scheikundige Leo Baekeland ingevoerd, die het eerste commerciële kunsthars bakeliet uitvond. Bakeliet wordt met evenveel formaldehyde als fenol aangemaakt en hoeft in principe niet meer uitgehard te worden, omdat elke fenoleenheid verbonden is met een andere fenoleenheid door een methyleenbrug, zodat het geheel één molecule vormt.

## Toepassingen
Er zijn zeer veel verschillende fenolharsen met talloze toepassingen. Een voorname toepassing is als impregnatiemateriaal of lijm voor papier, katoen en houtvezels, onder meer in laminaat (zoals Trespa) en printplaten. Schuimen uit fenolharsen zijn bestand tegen hoge temperaturen en kunnen als thermisch isolatiemateriaal gebruikt worden. Fenolharsen worden ook gebruikt voor de fabricage van elektrische en elektronische componenten. Ook biljart- en snookerballen worden uit fenolhars geproduceerd. De carrosserie van de Trabant werd vervaardigd uit katoenvezels die waren geïmpregneerd met fenolhars.

## Productie
In België wordt fenolhars sinds 1992 vervaardigd in Doel. De fabriek is in 2001 verworven door INEOS Phenol Belgium.